# Colli Aminei

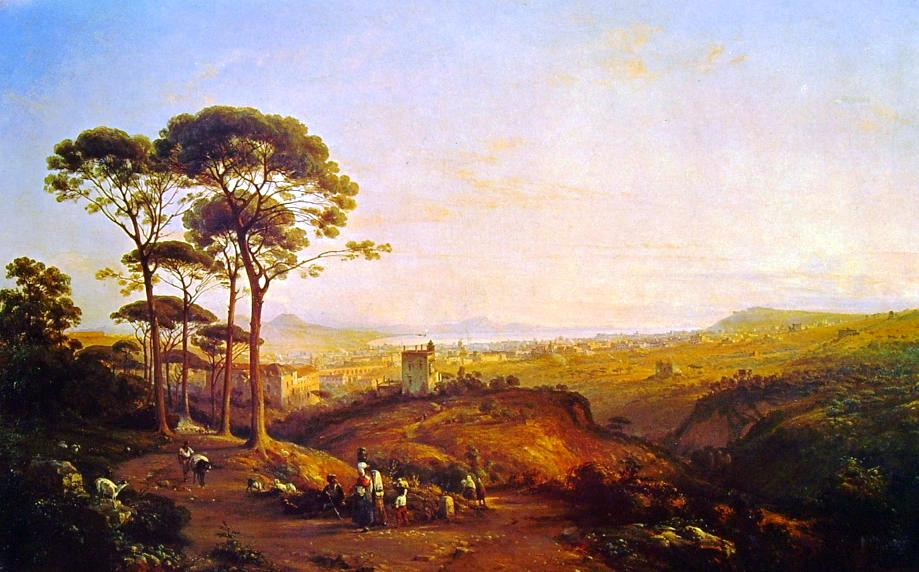
Teodoro Duclère - Napoli dalla Conocchia

Los Colli Aminei son un área de la ciudad de Nápoles, en Italia, que forma parte del barrio de Stella. Limita al oeste y al norte con el Vallone di San Rocco, al este con el ascenso de Capodimonte, al sur con los valles del Scudillo y el Fontanelle.

## Etimología
El nombre "Colli Aminei" (Colinas Aminei) se acuñó en la antigüedad: la belleza de los lugares, utilizada como huerta, golpeó a los habitantes napolitanos, que los llamaron "colinas amenas", de las cuales el nombre actual deriva de la deformación. Otra interpretación traza el nombre de "Aminei" a una población de Tesalia, también mencionada por Aristóteles, que colonizó el área durante el período dórico, plantando numerosos viñedos en la colina llamada Capodimonte, que produjo el famoso vino amineo, citado por Macrobio, que los romanos llamaron Falerno.

## Storia
Desde la época romana, las colinas, junto con Capodimonte, se consideraban un centro turístico de renombre y aire saludable, gracias a la presencia de espesos bosques. La presencia romana se evidencia en las ruinas del Mausoleo della Conocchia, un monumento sepulcral romano, que fue muy famoso incluso en la época romántica, ayudando a atraer a viajeros y turistas extranjeros a la zona.
Siguiendo las limitaciones de extracción decretadas en los límites de la ciudad, en el siglo XVIII el área (luego fuera de la ciudad, como las otras zonas montañosas de Vomero, Posillipo y dell'Arenella) vio la extracción de la toba, en particular cerca del valle de San Rocco, tanto al aire libre como a través de canteras subterráneas con acceso desde arriba (latomie) o lateral desde el propio valle (cuevas). Durante la Segunda Guerra Mundial, las cuevas se utilizaron para garantizar la continuidad productiva de las industrias aeronáuticas napolitanas (por ejemplo, IMAM - Industrias mecánicas aeronáuticas del sur) también bajo bombardeos aliados.

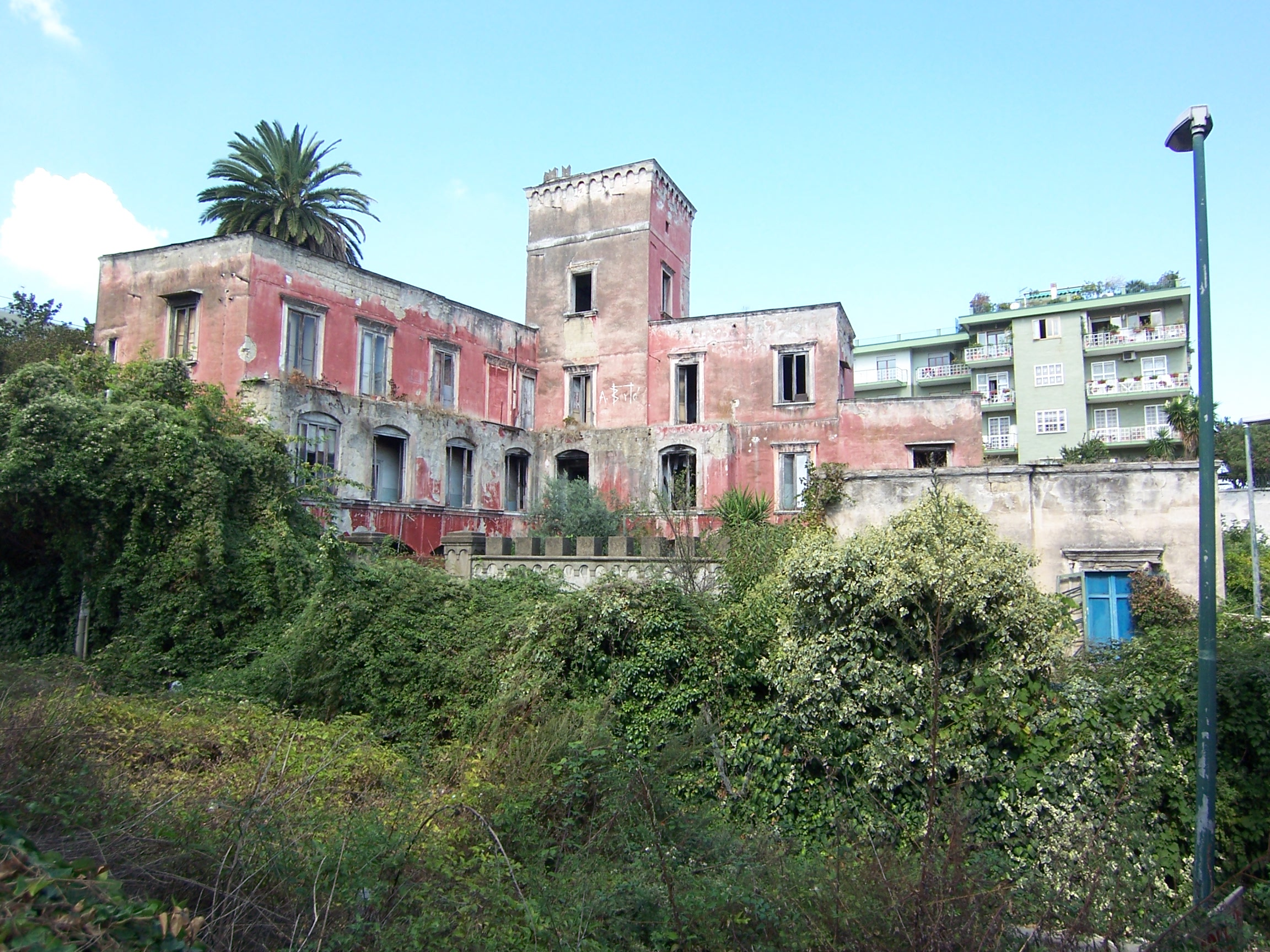
Torre Caselli, casa de campo del marqués Caselli en el Colli Aminei, ahora en ruinas. El último habitante fue el pintor Antonio Berté (hasta principios de los noventa).

La minería abierta, aunque en forma reducida, continúa hoy. Las cuevas y la latomie se abandonan, aunque presentan un potencial turístico significativo como hallazgos de la arqueología industrial y por el contexto natural en el que se insertan.
La urbanización de las colinas napolitanas llegó al barrio en los años sesenta; Afortunadamente, las latomías y la topografía inaccesible han limitado la desfiguración del edificio. Hoy el distrito tiene un área densamente habitada, con una población de aproximadamente 30,000 habitantes, rodeada por un área verde, utilizada como parque público o cultivos agrícolas.
El barrio es principalmente residencial. Hay numerosas pequeñas empresas, así como una pequeña inducida por los muchos hospitales presentes en el Área Hospitalaria, así como el Tribunal de Menores de Nápoles y el correspondiente Centro de Primera Recepción. Alberga la sede del Seminario Arzobispal de Nápoles y de la Pontificia Facultad de Teología del Sur de Italia.

## Transporte y tráfico
Las colinas de Aminei constituyen una bisagra de las conexiones de la ciudad en el eje norte-sur, también debido a la presencia de la estación Colli Aminei de la línea 1 (metro de Nápoles) con estacionamiento adjunto de varios pisos. Las carreteras son Viale Colli Aminei y Via Nicolardi; muchas cruces parten de ambas, nombradas con nombres de plantas y flores, en memoria de la belleza natural histórica de los lugares. Originalmente, las calles transversales de Viale Colli Aminei eran calles privadas que formaban parte de grandes edificios de apartamentos (Parco La Pineta, Rione Sapio). Los durmientes fueron luego adquiridos por el Municipio.

## Los parques

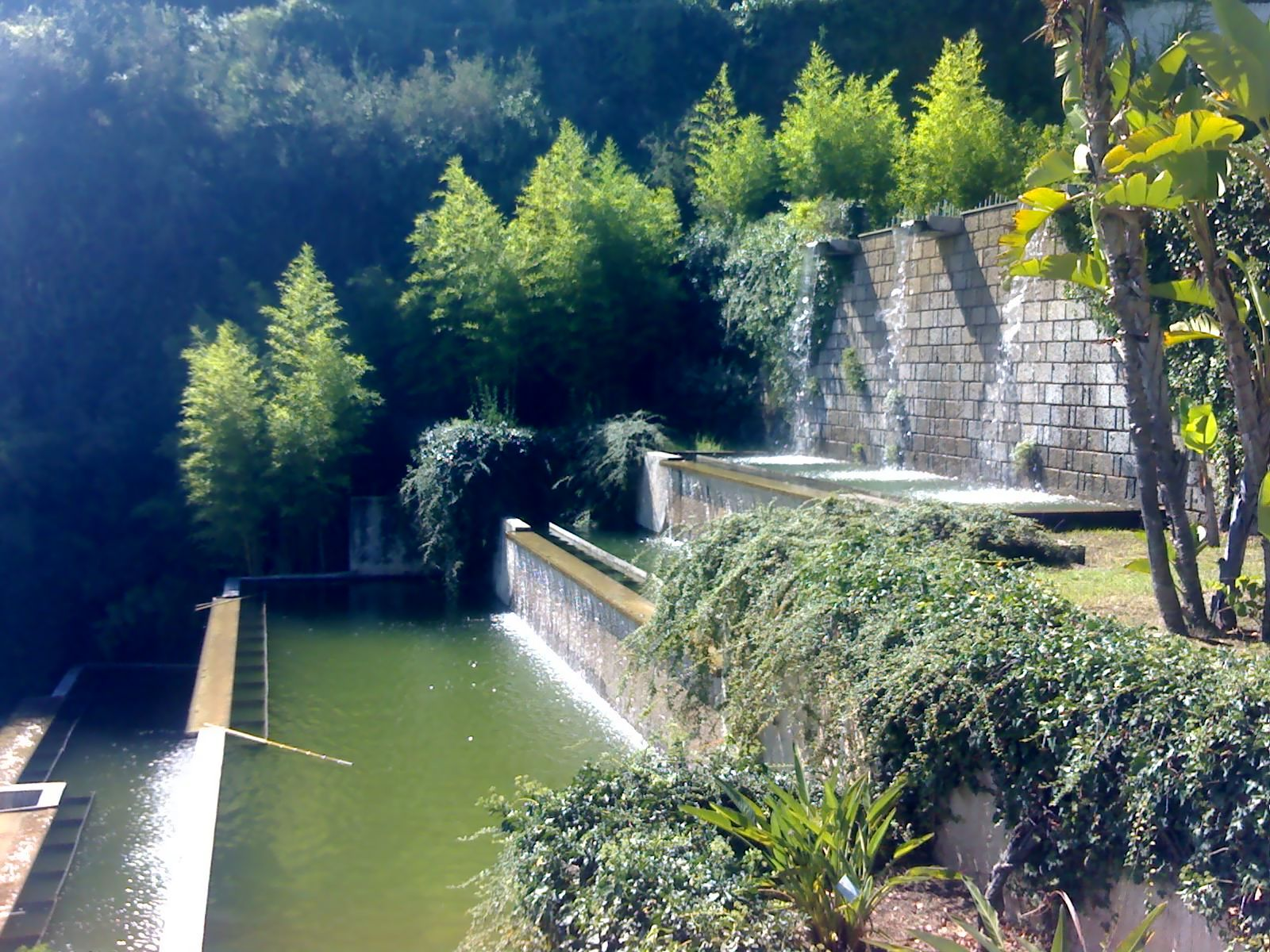
El parco del Poggio

Varios parques urbanos están presentes en el vecindario o en sus inmediaciones. De rara belleza es el Parco del Poggio, inaugurado en 2001, que serpentea a lo largo de la ladera de la colina que da al mar. Da una vista de Nápoles desde un punto bastante alto que abarca el Vesubio, casi en frente, y el área de la Piazza Municipio con la colina Vomero que lo domina. Dentro del parque hay un camino de pérgola que desciende hacia su punto más bajo (justo encima de la carretera de circunvalación de Nápoles), un área equipada para niños, un mini jardín botánico con una exhibición de plantas exóticas y, sobre todo, un lago artificial, rodeado de desde asientos de mampostería como una arena. En el centro del lago hay un escenario para dar paso, en el verano, a representar el canto y varios espectáculos o proyecciones de películas.
El 5 de abril de 2008, se abrió el Parque de Via Nicolardi, más pequeño que el Parco del Poggio, con una pista de patinaje y un sendero natural. El contiguo Vallone di San Rocco, aunque no es de fácil acceso para el público, está protegido como un pulmón verde e incluido en la reserva urbana de las colinas napolitanas.
No muy lejos del vecindario se encuentra el Parque de Capodimonte, con el histórico palacio borbónico y el Museo de Capodimonte, así como el gran y salvaje Parque Camaldoli.
- Portal:Italia. Contenido relacionado con Italia.

- Datos: Q3683078